# 靳陵
靳陵（3世纪？—312年），五胡十六国时期汉国（汉赵）大臣，被封为望都公。
靳陵根据姓氏应该属于靳準家族，但世系不详，被任命为将作大匠。将作大匠是将作监的长官，掌营建工程之事。汉国皇帝刘聪暴虐，嘉平二年（312年）因为平阳（今山西省临汾市西南）的温明、徽光二座宫殿没有建成，问罪于将作大匠、望都公靳陵。靳陵在平阳东市被斩杀。